# Torcia tattica

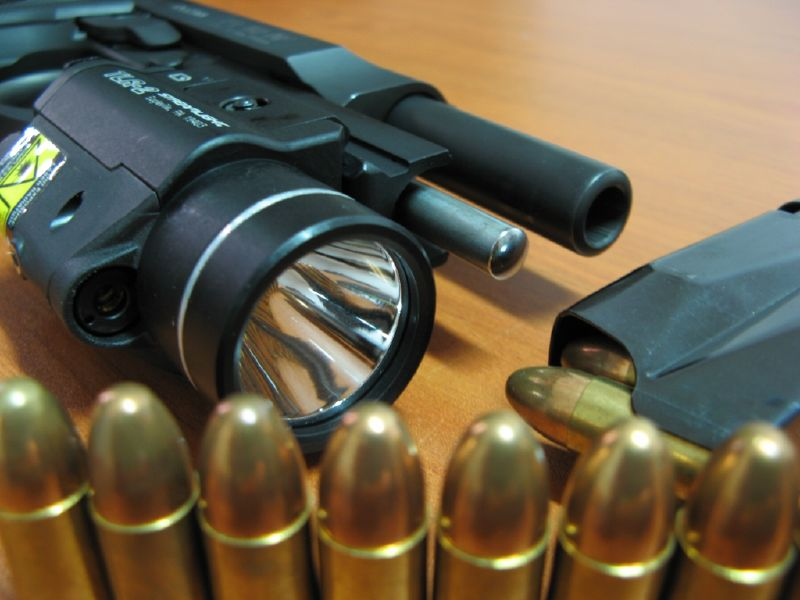
Una torcia tattica con un mirino laser su una pistola semiautomatica

Una torcia tattica è un dispositivo applicabile alle armi da fuoco leggere, quali pistole e fucili, per illuminare e mirare il bersaglio.
Disponibile come accessorio per quasi tutti i tipi di arma, può essere montato tramite una slitta al di sotto della canna.
Il tipo di illuminazione è variabile, ma solitamente vengono utilizzate torce con diodi LED.